# Ytre Arna
Ytre Arna is een plaats in het stadsdeel Arna van de Noorse stad en gemeente Bergen, provincie Vestland. Ytre Arna telt 2468 inwoners (2007) en heeft een oppervlakte van 1,45 km².